# Ponte Dourada
A Ponte Dourada (em vietnamita: Cầu Vàng) é uma ponte pedonal com 150 metros de comprimento localizada na área turística Bà Nà, em Da Nang, no Vietnã. Localizada a uma altitude de cerca de 1 400 m (em relação ao nível do mar) nas Montanhas Anamitas, ela é projetada para conectar a estação do teleférico com os jardins (evitando uma inclinação acentuada) e para fornecer um mirante panorâmico e atração turística. A ponte gira quase em volta de si mesma e tem duas mãos gigantes, construídas de fibra de vidro e tela de arame, projetadas para parecer como mãos de pedra que sustentam a estrutura.
O cliente do projeto foi o Sun Group. A ponte foi projetada pela TA Landscape Architecture (da Universidade de Arquitetura da Cidade de Ho Chi Minh), com sede na cidade de Ho Chi Minh. O fundador da empresa, Vu Viet Anh, foi o designer principal do projeto, com Tran Quang Hung como o designer da ponte e Nguyen Quang Huu Tuan como o gerente de design da ponte. A construção começou em julho de 2017 e foi concluída em abril de 2018. A ponte foi inaugurada em junho de 2018.
Em maio de 2020, uma foto tirada da Ponte Dourada em Da Nang conquistou a vitória final do concurso de fotografia em torno do tema arquitetura #Architecture2020 organizado pelo aplicativo de compartilhamento de fotos Agora.

## Descrição
A Ponte Dourada está localizada a uma altitude de 1414 metros acima do nível do mar, com cerca de 148,6 metros de comprimento. A ponte tem oito vãos, sendo o maior vão 21,2 m de comprimento. A ponte tem duas mãos simulando "pedra" esculpidas ao lado dela, como se estivesse sustentando o corpo da ponte, os dedos têm cerca de 2 m de diâmetro. A ponte de 150 metros de comprimento fica na encosta de uma colina, onde um vilarejo turístico foi fundado por colonos franceses em 1919. A ponte foi projetada para parecer um "fio cintilante, estendido pelos deuses". A ponte fica na encosta de uma colina, onde um vilarejo turístico foi fundado por colonos franceses em 1919. A ponte foi projetada para parecer um "fio cintilante, estendido pelos deuses".
O tabuleiro da ponte é principalmente projetado em quilha de madeira, com 5 cm de espessura, com grades de aço inoxidável dourado. A ponte foi construída de julho de 2017 a abril de 2018, sendo a primeira unidade do Sun Group.